# Peter og Paul-fæstningen
Peter og Paul-fæstningen (russisk: Петропа́вловская кре́пость; tr. Petropavlovskaja krepost) er et citadel i det centrale Sankt Petersborg i Rusland.
Peter og Paul-fæstningen ligger på øen Hareøen i Neva-flodens munding. Den blev grundlagt af Peter den Store den 16. maj (greg. 27. maj) 1703 og var den fremtidige bys første bygning. Den primære grund til opførelsen af fæstningen var beskyttelse mod et potentielt angreb fra den svenske flåde under Den Store Nordiske Krig. Den fungerede som fængsel fra starten af 1700-tallet indtil begyndelsen af 1920'erne. Siden 1924 har den været et statsligt museum. Fæstningen led store skader under Luftwaffes bombardement af byen under Anden Verdenskrig men blev restaureret loyalt efter krigen.
Inden i fæstningen ligger talrige arkitektoniske monumenter og museer: Peter og Paul-katedralen (der er gravkirke for det russiske kejserhus Romanov), Det Storfyrstelige Mausoleum, Bådehuset, Kommandanthuset, Ingeniørens hus, Sankt Petersborgs Mønt og Sankt Petersborgs Historiske Museum.
Fæstningen hører til den historiske del af Sankt Petersborg, og den er sammen med det omfattende kompleks af monumenter, der ligger her optaget på UNESCOs Verdensarvsliste.